# Владимир (Самохин)
Митрополи́т Влади́мир (в миру Михаил Викторович Самохин; род. 18 ноября 1979, Скопин, Рязанская область, РСФСР, СССР) — епископ Русской православной церкви, митрополит Донецкий и Мариупольский

## Биография

### Происхождение и образование
Родился 18 ноября 1979 года в Скопине в семье служащих.
С 1985 по 1995 год обучался в средней школе № 2 города Скопина. С 1995 по 1997 год обучался в Рязанском православном духовном училище.
В 1997 году поступил на 3-й курс Калужской духовной семинарии, которую окончил в 1999 году. Решением Педагогического совета Калужской духовной семинарии направлен в распоряжение Рязанского епархиального архиерея и рекомендован на поступление в Санкт-Петербургскую духовную академию, в которую поступил в том же году.
7 апреля 2000 года ректором Санкт-Петербургской духовной академии и семинарии архиепископом Тихвинским Константином (Горяновым) в храме святого апостола и евангелиста Иоанна Богослова Санкт-Петербургской духовной академии был поставлен во чтеца.
В 2003 году окончил Санкт-Петербургскую духовную академию.

### Церковное служение до архиерейства
Решением Учебного Комитета был направлен в распоряжение управляющего Рязанской епархией для преподавательской деятельности в Рязанском православном духовном училище. В августе 2003 года решением Педагогического совета Рязанского православного духовного училища был принят преподавателем предметов «История Русской Церкви» и «Общецерковная история».
С 2003 по 2004 год — эконом Рязанской православной духовной семинарии.
7 ноября 2004 года в Христорождественском соборе города Рязани архиепископом Рязанским и Касимовским Павлом (Пономарёвым) рукоположён в сан диакона.
15 февраля 2005 года в Христорождественском кафедральном соборе города Рязани архиепископом Рязанским и Касимовским Павлом рукоположён в сан иерея.
15 марта 2005 года указом архиепископа Рязанского и Касимовского Павла назначен проректором по учебной работе Рязанской православной духовной семинарии.
10 апреля 2005 года архиепископом Рязанским и Касимовским Павлом ко дню Святой Пасхи награждён правом ношения набедренника и фиолетовой камилавки.
В июне 2005 года защитил дипломную работу по теме: «Общество Иисуса (иезуиты). Контрреформационный аспект деятельности».
10 апреля 2006 года, указом архиепископа Рязанского и Касимовского Павла, назначен настоятелем подворья Спасо-Преображенского мужского монастыря города Рязани на территории ГУЗ «Рязанская клиническая больница им. Н. А. Семашко».
В 2006 году, архиепископом Рязанским и Касимовским Павлом, ко дню Святой Пасхи награждён правом ношения наперсного креста.
В июне 2007 года, решением Учёного совета Рязанской православной духовной семинарии, назначен руководителем сектора повышения уровня духовного образования священнослужителей Рязанской епархии.
В 2010 году проходил профессиональную переподготовку в Московской академии государственного и муниципального управления, по окончании которой ему была присуждена квалификация на ведение профессиональной деятельности в сфере государственного и муниципального управления, управления организациями, предприятиями различных форм собственности и управления персоналом.
5 марта 2010 года, указом архиепископа Рязанского и Касимовского Павла, был назначен благочинным 1-го Скопинского округа и настоятелем Никольского храма города Скопина.
5 апреля 2010 года, по ходатайству архиепископа Рязанского и Касимовского Павла, Святейшим Патриархом Московским и всея Руси Кириллом был удостоен сана протоиерея.
20 июля 2011 года принят в число братии Спасо-Преображенского мужского монастыря города Рязани.
23 июля 2011 года в Преображенском соборе Спасо-Преображенского монастыря архиепископом Рязанским и Касимовским Павлом пострижен в мантию с именем Владимир, в честь святого равноапостольного князя Владимира.
1 августа 2011 года, указом архиепископа Рязанского и Касимовского Павла, освобождён от должности проректора по учебной работе и назначен первым проректором Рязанской православной духовной семинарии.
22 августа 2011 года, указом архиепископа Рязанского и Касимовского Павла, назначен исполняющим обязанности наместника Спасо-Преображенского мужского монастыря города Рязани.

### Архиерейство
6 октября 2011 года решением Священного синода избран епископом Скопинским и Шацким. 9 октября в Иоанно-Богословском монастыре села Пощупово Рязанской области митрополитом Рязанским и Михайловским Павлом возведён в сан архимандрита.
25 ноября 2011 года состоялось наречение архимандрита Владимира во епископа Скопинского. 2 декабря в храме Христа Спасителя хиротонисан во епископа Скопинского и Шацкого. Хиротонию совершили патриарх Московский и всея Руси Кирилл, митрополит Саранский и Мордовский Варсонофий, митрополит Волоколамский Иларион, митрополит Рязанский и Михайловский Павел, архиепископ Истринский Арсений (Епифанов), архиепископ Курганский и Шадринский Константин (Горянов), архиепископ Егорьевский Марк (Головков), епископ Дмитровский Александр (Агриков), епископ Красногорский Иринарх (Грезин), епископ Солнечногорский Сергий (Чашин), епископ Подольский Тихон (Зайцев), епископ Воскресенский Савва (Михеев), епископ Касимовский и Сасовский Дионисий (Порубай).
8 декабря 2011 года епископ Владимир прибыл к месту своего служения
С 12 по 23 декабря 2011 года слушал двухнедельные курсы повышения квалификации для новоизбранных архиереев Русской православной церкви в Общецерковной аспирантуре и докторантуре имени святых равноапостольных Кирилла и Мефодия.
30 мая 2014 года Священным синодом назначен епископом Читинским и Краснокаменским.
25 декабря 2014 года решением Священного синода из состава Читинской епархии была выделена Нерчинская епархия, и в связи с этим титул был изменён на «Читинский и Петровск-Забайкальский». Тем же решением была образована Забайкальская митрополия, главой которой был назначен епископ Владимир с последующим возведением в сан митрополита.
1 февраля 2015 года в храме Христа Спасителя патриархом Московским и всея Руси Кириллом был возведён в сан митрополита.
3 июня 2016 года назначен митрополитом Хабаровским и Приамурским, главой Приамурской митрополии.
28 декабря 2018 года решением Священного синода назначен митрополитом Владивостокским и Приморским. 26 февраля 2019 года Священный синод освободил митрополита Владимира от должности ректора Хабаровской духовной семинарии.
24 октября 2024 года решением Священного синода Русской православной церкви назначен митрополитом Донецким и Мариупольским. Назначение его синодом РПЦ вызвало осуждение со стороны ряда архиереев Украинской православной церкви, которые назвали такое решение синода РПЦ «антиканоническим». В ответ на критику глава синодального отдела по взаимоотношениям церкви с обществом и СМИ Московского патриархата Владимир Легойда заявил, что смена митрополита в Донецкой епархии связана с «особыми условиями военных действий, когда ход церковной жизни настоятельно требует таковых решений».

## Награды
- Орден Святого равноапостольного великого князя Владимира III степени (2024)